# 에미르 쿠요비치
에미르 쿠요비치(세르비아어: Емир Кујовић, Emir Kujović, 1988년 6월 22일 ~ )는 몬테네그로 출생 스웨덴의 축구 선수로 현재 유르고르덴 IF에서 스트라이커로 활약하고 있다.

## 수상

### 클럽
IFK 노르셰핑
- 알스벤스칸: 2015

### 개인
- 알스벤스칸 득점왕: 2015